# Autocross van Hallum
De autocross van Hallum wordt ieder jaar op de laatste zaterdag van augustus in het Friese plaatsje Hallum gehouden. Er doen zo’n 150 coureurs aan deze autocross mee. 
Er wordt gereden in vijf klassen: 
- Grand National Stockcar F1-klasse
- Regioklasse H.A.C. 1600 (naar de organiserende partij de 'Hallumer Autocross Club' genoemd)
- Vrije klasse (voor de Durk Wagenaarbokaal)
- Keverklasse
- Rodeoklasse

Aan de Grand National, voorheen de massastart geheten, nemen zo’n 30 stockcars F1 deel die strijden om de Café H17-bokaal.